# Li-An
Pour les articles homonymes, voir Meyer.
Cet article concerne l'auteur de bande dessinée. Pour la formule d'imprécation, voir Droit du mariage dans la tradition musulmane.
Li-An, de son vrai nom Jean-Michel Meyer, né en 1965 à Dombasle-sur-Meurthe, est un auteur de bande dessinée français.

## Biographie
Fils d'une Tahitienne d'origine chinoise et d'un  militaire, il voyage beaucoup et change de lieu de résidence durant sa jeunesse au gré des affectations de son père. Il vit ainsi à Madagascar, à la Réunion, à Constance, à Saint-Malo, à Reims, à Tahiti, à Bourgueil et enfin à Orléans. Il passe aussi une partie de ses études à l'internat militaire de La Flèche.
Il cultive un attachement particulier à La Réunion, où il a vécu à trois reprises. À l'âge de 14-15 ans, il y a été scolarisé au Tampon. C'est là qu'il a découvert la bande dessinée. Il y revient en tant qu'étudiant à 18-19 ans pour y obtenir son DEUG de sciences. Enfin, après avoir obtenu son Capes de mathématiques, il y retourne plus tard pendant six ans. Il s'y marie et son premier enfant y naît.
Après avoir commencé par imiter Franquin puis Moebius, il participe en 1986 à la création du fanzine/pro-zine réunionnais Le Cri du Margouillat. Il publie par la suite une première histoire dans Circus en 1989 puis une autre dans le recueil Sept histoires de pirates en 1993. Il se lance finalement dans l'adaptation avant de revenir à la création originale avec Appollo, autre auteur réunionnais. Cette collaboration est fructueuse et débouche sur une histoire en deux tomes intitulée Fantômes blancs,. Le dessin de Li-An est d'ailleurs récompensé par le Prix Nouvelle République 2005 pour le premier tome de la série. 
Chez l'éditeur réunionnais Centre du Monde (le Cri du Margouillat), il contribue à plusieurs albums collectifs : Marmites créoles en 2010,, Musiques créoles en 2011, Légendes créoles en 2013 et Chaleurs créoles en 2016.
Depuis l'adaptation de Boule de Suif de Guy de Maupassant (2009), Li-An a pris l'habitude d'écrire lui-même ses scénarios. Ayant vécu à Tahiti, il est l'auteur en solo de Gauguin (2010) qui retrace la vie de l'artiste, tahitien d'adoption Paul Gauguin et il est également scénariste-dessinateur pour la série Les Enquêtes insolites des Maîtres de l'étrange (2012 puis 2013). 
Pour l'album Jésus en BD (2017), par contre, il prend en charge le dessin mais collabore avec Bénédicte Jeancourt (scénario et textes) et Laurence Croix (couleurs). Puis en 2018, pour le premier album consacré à la saga de la famille Guerlain, intitulé Guerlain, Le prince des parfums, 1ère époque, ..., c'est avec le scénariste Pierre-Roland Saint-Dizier qu'il s'associe. Pour l'album Mishima - Ma mort est mon chef-d'œuvre (2019), il collabore avec l'historien de l'art Patrick Weber,.

## Œuvres
- Planète Lointaine, Delcourt, 1998
- La ti Do, Centre du Monde, 1999
- Le Cycle de Tschaï d'après Jack Vance avec Jean-David Morvan (scénario), Delcourt (8 tomes, 2000 à 2008)
- Fantômes blancs[13] avec Appollo (scénario), Vents d'Ouest (histoire en 2 tomes)

1. Maison Rouge[1],[14], tome 1, 2005
2. Bénédicte[2], tome 2, 2006

- Face à Face, éditions du Topinambour, 2006
- Boule de Suif[7], d'après la nouvelle de Guy de Maupassant, Delcourt, 2009
- Gauguin[8], Vents d'Ouest, 2010
- Les Enquêtes insolites des Maîtres de l'étrange avec Laurence Croix (couleurs), Vents d'Ouest (série)

1. L'Ange tombé du ciel, 2012
2. La Vengeance du grand singe blanc, 2013

- Les Grands Peintres - Tome 4 : Georges de la Tour, avec Laurence Croix, Glénat, 2015
- Jésus en BD avec Bénédicte Jeancourt (scénario) et Laurence Croix (couleurs), Bayard Jeunesse, 2017, Prix européen Gabriel de la BD chrétienne 2018 [9] et Prix spécial jeunesse de la BD chrétienne 2019[15]
- Guerlain, Le prince des parfums, 1ère époque, Pierre-François-Pascal (1798/1864)[10], avec Pierre-Roland Saint-Dizier (scénario), Glénat, 2018
- Mishima - Ma mort est mon chef-d'œuvre[11],[12], Vents d'Ouest, avec Patrick Weber (scénario), 2019

## Prix
- 2005 : prix Nouvelle République pour Fantômes Blancs